# Batasuna
Batasuna ("enhed") er et baskisk politisk parti, der primært er baseret i Spanien, men også har en mindre afdeling i Frankrig. Partiet blev i 2003 erklæret ulovligt ved den spanske højesteret, der fandt det bevist, at partiet havde tilknytning til den paramilitære baskiske gruppe ETA. Partiet er en del af Den baskiske Separatistbevægelse, der omfatter sociale bevægelser, fagforeninger, ungdomsorganisationer og kvindegrupper. Partiet er ulovligt i Spanien, men er stadig tilladt i Frankrig. 

## Partiets historie
Partiet blev stiftet i april 1978 under navnet Herri Batasuna ("Folkets Enhed"), en koalition af baskiske venstrefløjsgrupper, der stiftedes i forbindelse med den baskiske afvisning af den nye spanske konstitution. Herri Batasunas stiftende generalforsamling blev afholdt i Leikeito, hjembyen for formanden for HASI (Herriko Alderdi Sozialista Iraultzailea eller det Revolutionære Socialistiske Folkeparti), Santiago Brouard. Partiet fik 170,000 stemmer (13% af Baskerlandets indbyggere) ved det førstfølgende valg i marts 1979. 
I 1984 blev Brouard likvideret af to medlemmer af GAL, mens han behandlede et barn på sin lægeklinik. Dette er måske den eneste likvidering, GAL har foretaget på spansk territorium. 
I 1986 var der folkeafstemning om Spaniens fortsatte medlemskab af NATO. Valgreglerne krævede, at kun stemmesedler på spansk skulle godkendes, mens stemmesedler udfyldt på minoritetssprog skulle erklæres ugyldige. Harri Batasuna var modstandere af denne regel, da partiet opfattede det som et forsøg på at holde baskere udenfor indflydelse i valget, og opfordrede derfor deres støtter til at udfylde stemmesedlen med et spansk "nej". Da Spaniens regering ændrede valgloven, så også stemmer på andre sprog kunne tælle, opfordrede Batasuna støtterne til at udfylde stemmesedlen med et baskisk "nej". Valgresultatet var et "ja", men i Baskerlandet var der meget stort flertal for et "nej".
Partiets nuværende talsmænd er Arnaldo Otegi og Joseba Permach. Otegi var medlem af ETA-politisk-militær (1977-1981) og har været medlem af ETA-militær siden 1981.
Et andet vigtigt medlem af Batasuna er Jose Antonio Urrutikoetxea, alias Josu Ternera, leder af ETA 1987-1989, og anklaget for en række mord, såsom bombeangrebet i Hipecor (storcenter i Barcelona). Han blev fængslet i Frankrig efter 1989, løsladt efter afsoningen af sin straf, og overført til et spansk fængsel, hvor han afsonede yderligere 2 år, indtil en domstol erklærede, at han allerede havde afsonet sin straf i Frankrig. Han var valgt til det baskiske parlament i perioden 1999-2001, men er siden gået under jorden, da de spanske domstole har genåbnet anklagerne mod ham, efter stramningerne i den spanske anti-terrorlovgivning efter 11. september 2001.
Batasuna fik ved regionalvalgene 2001 omkring 200.000 stemmer (ca. 10%) i den spanske del af Baskerlandet. Partiet boykottede parlamentsvalget i 2000. Batasuna havde repræsentanter i Europa-Parlamentet og i alle baskiske byråd og havde absolut flertal i flere af disse. Batasuna har stadig ingen repræsentanter i spanske parlamenter efter partiets ulovliggørelse (på trods af flere forsøg på at stifte nye, idémæssigt beslægtede, partier).

## Ulovligggørelsen af Batasuna
Batasuna hævder selv ikke at have nogen tilknytning til ETA. Der har været mange forsøg på at erklære partiet ulovligt, og partiet har ændret sit navn flere gange for at undgå dette, blandt andet ved at blive en del af koallitionen Euskal Herritarrok i 1990'erne.
I 2002 var der nye forsøg på at gøre partiet ulovligt. I juni vedtog parlamentet en lov, der gjorde partier ulovlige, hvis de støttede terrorisme. I juli fik Batasuna en bøde på 24 millioner Euro for vandalisme i 2001. Efter et ETA-angreb i august blev Batasuna suspenderet i tre år af dommer Baltasar Garzón for at give ham lejlighed til at undersøge, om partiet havde tilknytning til ETA. Dommen forbyder tidligere repræsentanter for Batasuna at opstille for andre partier, at holde offentlige demonstrationer og indefryser deres besiddelser. Partiets hovedkontor i Pamplona blev lukket, og kontorer i San Sebastian, Bilbao og Vitoria blev ransaget. 
Før illegaliseringen af Batasuna forlod et mindretal af Batasuna partiet for at stifte Aralar. Aralar er mod brug af vold i den nuværende situation i Baskerlandet. 
I 2003 blev Batasuna erklæret ulovligt i Spanien efter en reform af loven om politiske partier. På trods af lovens forbud mod at reorganisere partiet under et andet navn forsøgte flere tidligere Batasuna-kandidater at opstille for listen Autodeterminaziorako Bilgunea (AuB, "mødested for selvbestemmelse") og en lang række lokallister. De fleste af disse partier blev fundet at være en forklædning for Batasuna af den spanske højesteret. AuB plæderede for at valget var ulovligt.
Efter valget krævede medlemmerne af lokallisterne at få repræsentation for de mange ugyldige stemmer (10% af de afgivne stemmer i Baskerlandet).
I maj 2003 blev Batasuna tilføjet USA's liste over terrororganisationer, og i juni samme år blev de tilføjet EU's fælles liste. Batasuna er imidlertid stadig et lovligt parti i Frankrig, og de fleste medlemmer af Batasuna er stadig på fri fod.
I maj 2004 opstillede en liste ved navn Herritarren Zerrenda (HZ, "folkets liste") til Europa-Parlamentet. Spanske domstole erklærede partiet som en Batasuna-efterfølger, og dermed ulovligt. HZ var imidlertid lovligt i Frankrig. Der var mere end 98,000 ugyldige stemmer i Baskerlandet ved Europa-Parlamentsvalget, omkring 12% af de samlede afgivne stemmer. På grund af et EU-gennemsnit på mindre end 1% ugyldige stemmer fortolker HZ, at en stor del af de ugyldige stemmer var stemmer på partiet.
I november 2004, under et stormøde i San Sebastian plæderede formanden for Batasuna, Arnaldo Otegi, for en afslutning af den væbnede konflikt i regionen. 
Batasuna støttede et nej ved afstemningen om EU's forfatningstraktat i 2005.
Ved de baskiske regionalvalg i 2005 fremstillede Batasuna kandidatlister, men disse blev erklæret ulovlige. Efter gendannelsen af det baskiske parlament mistede Batasuna derfor alle sine valgte repræsentanter. Samtidig opstillede en ny liste, Aukera Guztiak ("Alle mulighederne"), men blev af andre partier set som en ny front for Batasuna, og man forsøgte at få det ulovliggjort. Dette medførte protester af den samlede baskiske regering, men partiet blev alligevel erklæret ulovligt af den spanske højesteret. 
Efter valgkampagnen var gået i gang erklærede et parti ved navn "Kommunistisk parti i de baskiske territorier" (Partido Comunista de las Tierras Vascas – Euskal Herrialdeetako Alderdi Komunista, PCTV-EHAK) sig parate til at gennemføre Batasunas og AGs programmer i parlamentet. Partiet var registreret allerede i 2002 og havde ikke foretaget sig noget før regionalvalgene. Også dette parti har nægtet eksplicit at tage afstand fra alle ETA's aktioner. Andre partier forsøgte at få dette parti erklæret ulovligt, men der er endnu ikke fundet beviser, der kan retfærdiggøre forbydelse af PCTV-EHAK. Batasuna opfordrede sine tilhængere til at stemme på dette parti, og de fik ved valget i april 2005 omkring 12,5% af stemmerne og 9 sæder i det baskiske parlament.